# 丹尼尔·克莱普纳
丹尼尔·克莱普纳（英語：Daniel Kleppner，1932年10月16日—2025年6月16日），美国物理学家。他是麻省理工学院纪念莱斯特·乌尔夫物理学教授和麻省理工学院 - 哈佛超冷原子中心的共同主任。

## 生平
克莱普纳1953年于威廉姆斯学院取得学士学位，1955年获剑桥大学，1959年获哈佛大学博士学位。之后，他留在哈佛，成为助理教授，1985年成为莱斯特·乌尔夫纪念教授。2005年，获沃尔夫物理学奖。